# 11123 Алісіяклер
11123 Алісіяклер (1996 RT24, 1990 EP8, 1997 XC13, 1999 HM10, 11123 Aliciaclaire) — астероїд головного поясу, відкритий 8 вересня 1996 року.
Тіссеранів параметр щодо Юпітера — 3,370.